# Can Talaia (Aiguaviva)
Can Talaia és un edifici del municipi d'Aiguaviva (Gironès) inclosa en l'Inventari del Patrimoni Arquitectònic de Catalunya.

## Descripció
És una casa ituada a la pujada a la plaça del poble és una edificació que ha conservat, en certa manera, la seva fisonomia originària. En aquest sentit, les reformes que es dugueren a terme no alteraren l'estètica primitiva. Llurs murs són de pedra austera, mentre els marcs de finestres, portes i cantonades presenta pedra ben treballada. Està conformada per quatre cossos, coberta per teulada a dos vessants. Inscrites en els marcs de les finestres es troben diferents dates: finestra de la cuina (1634), amb una inscripció que resa així "BANET ME FECIT"; al costat oposat, en una altra finestra, hi ha l'any 1673 amb la següent epigrafia "BALDIRI SABATER". Interiorment hi ha forjats de cairats i murs de pedra o morter. Detall decoratiu a les llindes. Senzilla i asimètrica.